# 堂町
堂町（どうまち）は、石川県金沢市の地名。郵便番号は920-0000。

## 概要
金沢市南部に位置している。一部が内川ダム建設にともない水没している。
住民は、閉町により、全町あげて同じ金沢市内で三馬小学校下の横川町（当時）に集団移転した。

## 歴史
- 江戸期 - 加賀国石川郡堂村が存在。
- 1889年（明治22年）4月1日 - 周辺8か村[注釈 2]との統合による内川村発足により内川村字堂となる。
- 1954年（昭和29年）7月1日 - 内川村の金沢市編入[注釈 3]にともない、金沢市堂町となる。
- 1970年（昭和45年）
  - 1月23日 - 石川県庁内の知事室において、堂町の全28地主が内川ダム建設にともなう用地買収・補償について承諾・調印（補償総額は約4億7000万円）[3][4]。
  - 10月5日 - 閉町式が行われる[3][7]。当時の人口は135人（28世帯）[5]。

## 小・中学校の学区
- 今日では、堂町は"廃町"の状態にあるが、仮に市立小・中学校に通う場合は、学区は以下のとおりとなる[8][9]。

| 番   | 小学校             | 中学校             |
| ---- | ------------------ | ------------------ |
| 全域 | 金沢市立内川小学校 | 金沢市立内川中学校 |
- 住民がいたころは、内川小中学校の堂分校に通学していた。
  - 中学校堂分校は、1965年（昭和40年）、廃校となり内川中学校本校に併合された[10]。分校生徒はスクールバスでの本校通学を開始し、廃校の翌年には寄宿舎が新設されて通年制の寄宿生となった[11]。
  - 小学校堂分校は、堂町が閉町した1970年（昭和45年）に廃校となった（8月29日に閉校式を実施[12]）。堂分校児童は2学期から三馬小学校に移った[3][13]。

## 周辺
- 内川ダム
- 広域基幹林道犀鶴線
- 金沢市企業局新内川第二発電所